# Anjeux
Anjeux é uma comuna francesa na região administrativa de Borgonha-Franco-Condado, no departamento de Alto Sona. Estende-se por uma área de 8,71 km². Em 2010 a comuna tinha 148 habitantes (densidade: 17 hab./km²).